# Багатоцільовий корвет «Мусон»
Багатоцільовий корвет типу «Мусон» — перспективний бойовий корабель, розроблений миколаївським державним підприємством «Дослідно-проєктний центр кораблебудування» (ДП "ДПЦК"). Призначений для протидії надводним кораблям класу «корвет» або «ракетний катер», для пошуку і знищення дизельних підводних човнів, охорони конвоїв та поодиноких транспортних судів під час морського переходу.

## Тактико-технічні характеристики
Загальні кораблебудівні характеристики
- Довжина, максимальна: 60,5 м
- Ширина, максимальна: 11,5 м
- Осадка: 4 м
- Водотоннажність,  повна: 680 т
- Автономність: 14 діб
- Екіпаж: 35 особи

Енергетична установка та швидкість
- Енергетична установка за схемою CODAG
- Максимальна швидкість: не менше 32 вуз.
- Дальність плавання не менше 2000 миль (14 вуз.)

Радіотехнічні засоби
- 3D РЛС виявлення надводних і повітряних цілей
- РЛС дальнього загоризонтного цілевказування для КРЗ
- Оптико-радіолокаційна система управління стрільбою АУ (Sting EO)
- Оптико-електронна система управління стрільбою АУ
- Система РТО
- Комплекс РЕБ та пускові установки перешкод
- Система бойового управління
- ГАС із протяжною антеною, що буксирується
- Навігаційна РЛС
- Інтегрований місток

Озброєння
- 2х4 ПКР (Уран-Э/Exoset)
- ЗРК малої дальності

Артилерійські установки:
- 1х1 57-76-мм АУ
- 1х1(6) 30-35-мм АУ
- Торпедні апарати(ТА): 2х2 324-мм (опція)

Склад корабельної зброї та радіоелектронного озброєння може бути уточнений у відповідності до вимог замовника.